# Каяґим
Каяґи́м чи гаягем (кор. 伽倻琴) — традиційний корейський музичний інструмент із класу цитр. Має 12 струн (у сучасних зразках може траплятися до 25-ти струн). Близький «родич» китайського інструменту ґучжен та японської цитри кото. Асоціюється із камерною музикою та ліричними композиціями.

## Історія
Згідно з корейською історичною хронікою Самгук Саґі (більш знаною, як «Історія Трьох Королівств») каяґим з'явився близько VI ст. н. е. в конфедерації Кая (Південна Корея). Тамтешній цар Гасіль, вражений грою на китайській цитрі гуженг, наказав придворним музи́кам і собі створити подібний інструмент на корейський лад.
Проте, під час розкопок проведених в 2005 році на території провінції Чола-Намдо (південно-західна Корея) було знайдено уламки музичних інструментів, які дозволяють появу каяґиму датувати аж I ст. н. е.
Назва корейської цитри склалась не одразу. Інструмент часто іменували то «низькою цитрою» (бапгем), то «елегантністю» (пангню), чи навіть «правильною музикою» (чон-ак гаягем). Остання химерна назва з часом і скоротилась до сучасного слова «каяґим».
В XIX столітті у Кореї виник музичний напрямок під назвою санджо (буквально — «безладні мелодії») — імпровізації за участі чаньго (двобічного барабану) та удосконаленого гаяґиму (санджо каяґим). Подібний інструмент через дещо зменшені розміри, а від так і відстань між струнами, забезпечував відтворення більш швидких, танцювальних мелодій.

## Будова
Звичайний каяґим в довжину сягає 160-ти сантиметрів, 30 см він у площі і 10 см — завтовшки. Виготовляється із цільних шматків павловнії (адамового дерева).
Санджо каяґим дещо коротший — 142 см завдовжки, й з боків та дна оздоблюється твердішими породами дерева (горіх чи каштан). Корпус плаский резонаторний (порожнинний) з двома отворами на одному із кінців.
Струн, зазвичай, дванадцять. На території Північної Кореї популярний різновид з 21 струною. Загалом, струн у сучасних інструментів може налічуватися до 25. Струни для перших каяґимів виготовляли із шовку, пізніше з'явились нейлонові (зі сталевим осердям). Сучасні цитри мають суцільні сталеві чи мідні струні (для більшої гучності).

## Гра
Музики, зазвичай, каяґим кладуть на коліна. Ліва рука притиснена до струн, пальці перебирають, смикають чи коливальними рухами відтворюють звук; правою — щипають за струни.
Звучання каяґима м'яке та ненав'язливе.